# Автошлях E591
Європейський маршрут 591 (скорочено: E 591) — європейський маршрут в Росії.

## Маршрут
E-591 замінює частину E-115 і починається в Новоросійську і закінчується на південь від Ростова-на-Дону.
- Росія
  - Новоросійськ (E115)
  - Кримськ
  - Краснодар
  - Ростов